# 死刑求刑に対する一審無罪判決の一覧
死刑求刑に対する一審無罪判決の一覧（しけいきゅうけいにたいするいっしんむざいはんけつのいちらん）は日本国内で発生した、死刑求刑に対して一審で無罪判決が出された事件の一覧である（二審で有罪となった事件や別件で有罪が確定した事件も含む）。

## 1958年以降に死刑求刑された事件
最高裁に記録の残る1958年以降、死刑求刑された事件での一審での無罪判決は10件ある（別件で有罪が確定した事件を除く）。一審判決順に以下の通りである（カッコ内は一審判決年）。
- 中華青年会館殺人事件（1958年）：一審、二審ともに無罪判決、確定。
- 玉名一家殺傷事件（1959年）：二審で破棄差戻、差戻し審で懲役12年判決、最高裁で確定。
- 宮崎県三ヶ所村雑貨商一家強盗殺傷事件（1961年）：二審で無期懲役判決、最高裁で確定。
- 名張毒ぶどう酒事件（1964年）：二審で逆転死刑判決、最高裁で確定（第7次再審請求棄却。第8次再審請求準備中）。
- 豊橋事件（1974年）：一審判決がそのまま確定。
- 北方事件（2005年）：一、二審ともに無罪判決、確定。
- 高岡暴力団組長夫婦射殺事件（2006年）：一、二審ともに無罪判決、確定。
- 広島家族3人放火殺人事件（2007年）：一、二審ともに無罪判決、最高裁で確定。
- 土浦一家3人殺害事件（2008年）：一審では心神喪失とされ無罪、二審では心神耗弱とされ無期懲役判決、最高裁で確定。
- 鹿児島高齢夫婦殺害事件（2010年）：一審で無罪判決、検察側控訴中に被告人が死亡し公訴棄却。
- 平野母子殺害事件（2012年）：一審で無期懲役、二審で死刑判決を受けるも最高裁が差し戻し。差し戻し一、二審ともに無罪判決、確定。

### 別件で有罪判決が出た事件
死刑求刑事件で事実上一審無罪となった事件は他にも数件あるが、これらは別件の微罪の事件において有罪が言い渡されているため、記録上は懲役刑となっている。一審判決順に以下の通りである。（カッコ内は一審判決年）。
- 春日事件（高松市の夫婦強盗殺人放火事件）（1961年）：一審、二審ともに無罪判決、確定。
- 高知市河川改修工事飯場宿直員殺害事件（1963年）：尊属殺人と業務上横領で起訴。尊属殺人については一審無罪判決[1]。検察側控訴断念により確定[2]。
- 土田・日石・ピース缶爆弾事件（1983年）：一審、二審ともに無罪判決、確定。

## 1957年以前に死刑求刑された事件
最高裁に記録が残っていない1957年以前の判決では、以下の事件で一審無罪判決が出ている（別件有罪も含む）。一審判決順に以下の通りである（カッコ内は一審判決年）。
- 西多摩妻子人食い事件（1949年）：心神喪失のため一審で無罪。
- 北海道音江村一家8人殺害事件（1949年）：一審で無罪、最高裁で確定。
- 富山県南保村祖母・孫殺害放火事件（1949年）：一、二審無罪、確定。
- 香月事件（1950年）：一、二審無罪、確定（別件では有罪）。
- 三鷹事件（1950年）：一、二審無罪、最高裁で確定。
- 弘前大教授夫人殺し事件（1951年）：一審は無罪、二審で懲役15年の判決、最高裁で確定。事件発生から28年後に再審無罪が確定（別件では有罪）。
- 武生事件（1951年）：一、二審無罪、確定（別件では有罪）。
- 葉原トンネル事件（1953年）：一審で無罪判決。
- 藍見事件（1956年）：一審で無罪判決。
- 二俣事件（1956年）：一、二審とも死刑判決を受けるも最高裁が差し戻し、差し戻し一、二審とも無罪判決、確定。

## 死刑確定後の再審無罪
死刑が確定した後、再審で無罪が確定した事件には無罪判決順に次の5件がある（カッコ内は無罪判決年）。
- 免田事件（1983年）：事件発生から35年後に再審無罪判決。
- 財田川事件（1984年）：事件発生から34年後に再審無罪判決。
- 松山事件（1984年）：事件発生から29年後に再審無罪判決。
- 島田事件（1989年）：事件発生から35年後に再審無罪判決。
- 袴田事件（2024年）：事件発生から58年後に再審無罪判決。

## 無期・有期懲役確定後の再審無罪
求刑死刑に対し無期・有期懲役の判決が確定した後に再審で無罪となった事件には次の1件がある。再審無罪判決が地裁で言い渡されたもののみを挙げる（カッコ内は無罪判決年）。
- 梅田事件（1986年）：一、二審とも無期懲役、最高裁で確定。事件発生から36年後に再審無罪判決（再審では無期懲役が求刑された）。

## その他
CMソングプロダクション社長殺害事件では一審で検察が求刑を放棄し、心神喪失として無罪判決が出たが、それが仮病であることが判明したため二審では死刑が求刑され、無期懲役判決が下った。